# Finalmente vi odio davvero
Finalmente vi odio davvero è il terzo album studio della band Hardcore punk Skruigners.

## Tracce
1. 200701 - 1.15
2. Stammi lontano - 1.28
3. Rispetto - 1.42
4. Forse - 1.22
5. Inutile spettacolo - 1.55
6. Castelli di rabbia - 1.53
7. In un angolo - 1.43
8. Il mio inverno - 0.06
9. Libero per sempre - 1.32
10. Natamorta - 1.16
11. Fiaba - 1.42
12. La vera indifferenza - 1.04
13. ...e continua la pace - 1.46
14. Solo odio - 0.19
15. Streghe - 1.59
16. Troppo distante - 1.19
17. Mortale tristezza - 1.32
18. Gabbie vuote - 6.00
19. Ordine e controllo